# Teopantlán (kommun)
Teopantlán är en kommun i Mexiko.   Den ligger i delstaten Puebla, i den sydöstra delen av landet, 120 km sydost om huvudstaden Mexico City.
Följande samhällen finns i Teopantlán:
- San Sebastián Tenango
- Teopantlán